# Вербівська Васса Кіндратівна
Васса Кіндратівна Вербівська (нар. 1887, місто Чигирин, тепер Черкаської області — 1973, місто Чигирин Черкаської області) — українська радянська діячка, заслужений вчитель Української РСР, вчителька Чигиринської семирічної школи № 3 Кіровоградської (потім — Черкаської) області. Депутат Верховної Ради УРСР 3-го скликання.

## Життєпис
Народилася у родині чоботаря. З семи років залишилася сиротою, працювала домашньою робітницею. Закінчила двокласну земську жіночу школу. У 1902—1905 роках працювала помічником вчителя у місті Чигирині. У 1905 році склала іспит на звання народного вчителя.
З 1905 року — вчителька шкіл сучасних Знам'янського та Олександрівського районів (тепер Кіровоградської області). Брала участь у ліквідації неписьменності, завідувала хатами-читальнями.
До 1941 року працювала вчителькою Чигиринської семирічної школи № 3 Кіровоградської області.
Під час німецько-радянської війни з 1941 року перебувала в евакуації, працювала санітаркою та медсестрою у евакуаційних госпіталях міста Новоросійська, була вчителькою.
З 1944 року — вчителька Чигиринської семирічної школи № 1 (№ 3) Кіровоградської (потім — Черкаської) області.
Потім — на пенсії.

## Нагороди
- два ордени Леніна
- медаль «За оборону Кавказу»
- медаль «За перемогу над Німеччиною у Великій Вітчизняній війні 1941—1945 рр.»
- медаль «За доблесну працю у Великій Вітчизняній війні 1941—1945 рр.»
- медалі
- заслужений вчитель школи Української РСР (15.09.1947)